# Санчар, Семих
Семих Санкар (7 марта 1911 — 8 декабря 1984) — турецкий, начальник Генерального штаба Турции (1973―1978).

## Биография
В 1960 году ему было присвоено звание бригадного генерала, в качестве которого командовал 4-й дивизией.
В 1963 году получил звание генерал-майора, став командиром 5-го корпуса. В 1964 году ему было присвоено генерал-лейтенанта, в качестве которого был командующим Корпуса армейского образования и командующего 9-м корпуса.
В 1969 году ему было присвоено звание генерал-полковника. Помимо этого он возглавлял Главное командование жандармерии по 29 августа 1970 года и с 1970 по 28 августа 1972 года командовал 2-м армейским командованием.
28 августа 1972 года он был назначен командующим Сухопутными войсками Турции.
6 марта 1973 года генерал Санкар был назначен 16-м начальником Генерального штаба и командовал турецкими вооруженными силами во время турецкого вторжения на Кипр.
По просьбе главы Специального военного управления генерала Кемаля Ямака, Санкар, тогдашний начальник Генерального штаба, попросил Бюлента Эджевита выделить секретный фонд в размере 1 миллиона долларов для поддержки программы борьбы с партизанами. Именно в этот момент Эджевит узнал о его существовании и потребовал брифинга.
Скончался 8 декабря 1984 года в возрасте 73 лет.